# Juncker Rijwielen

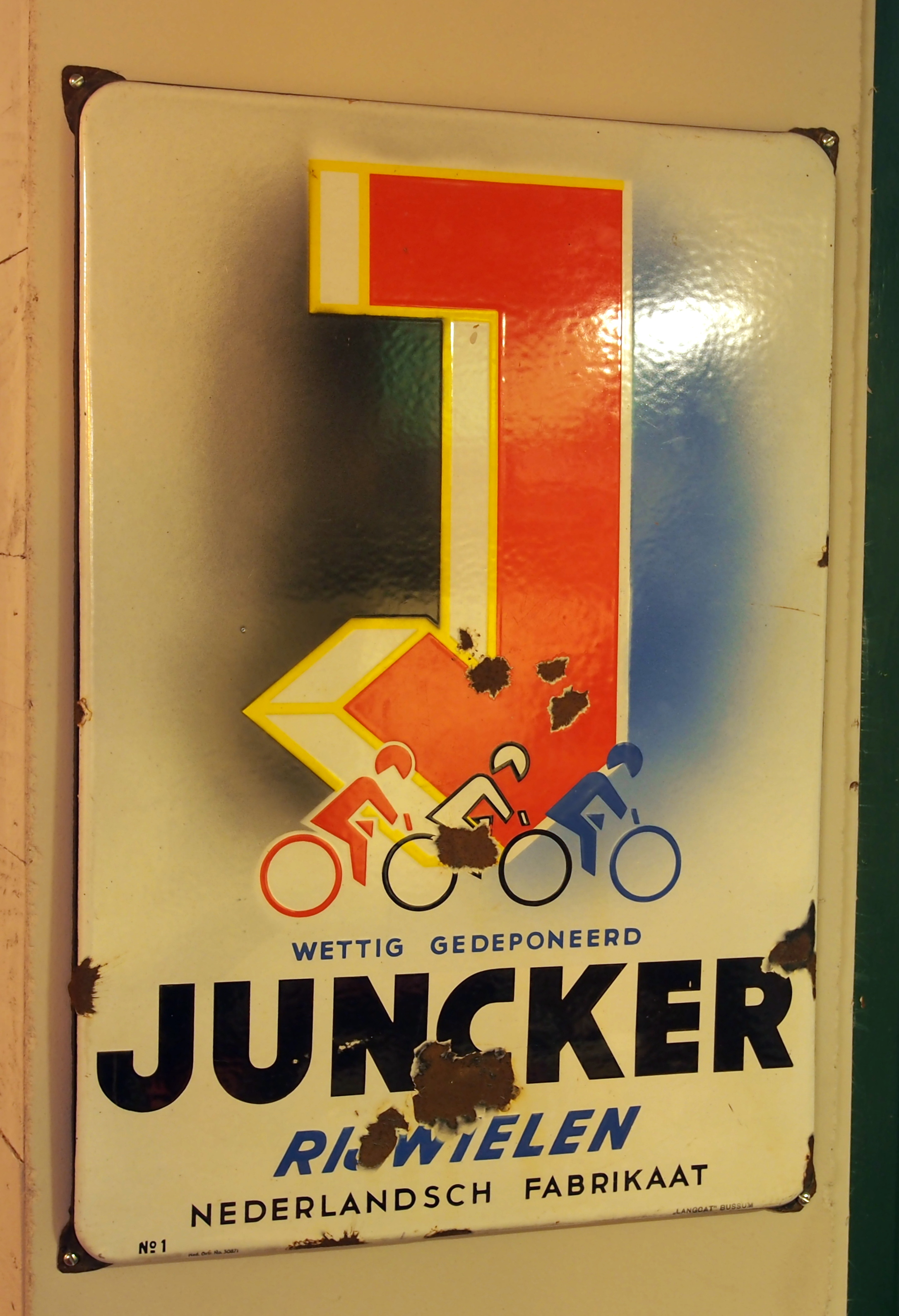
reclamebord Juncker Rijwielen

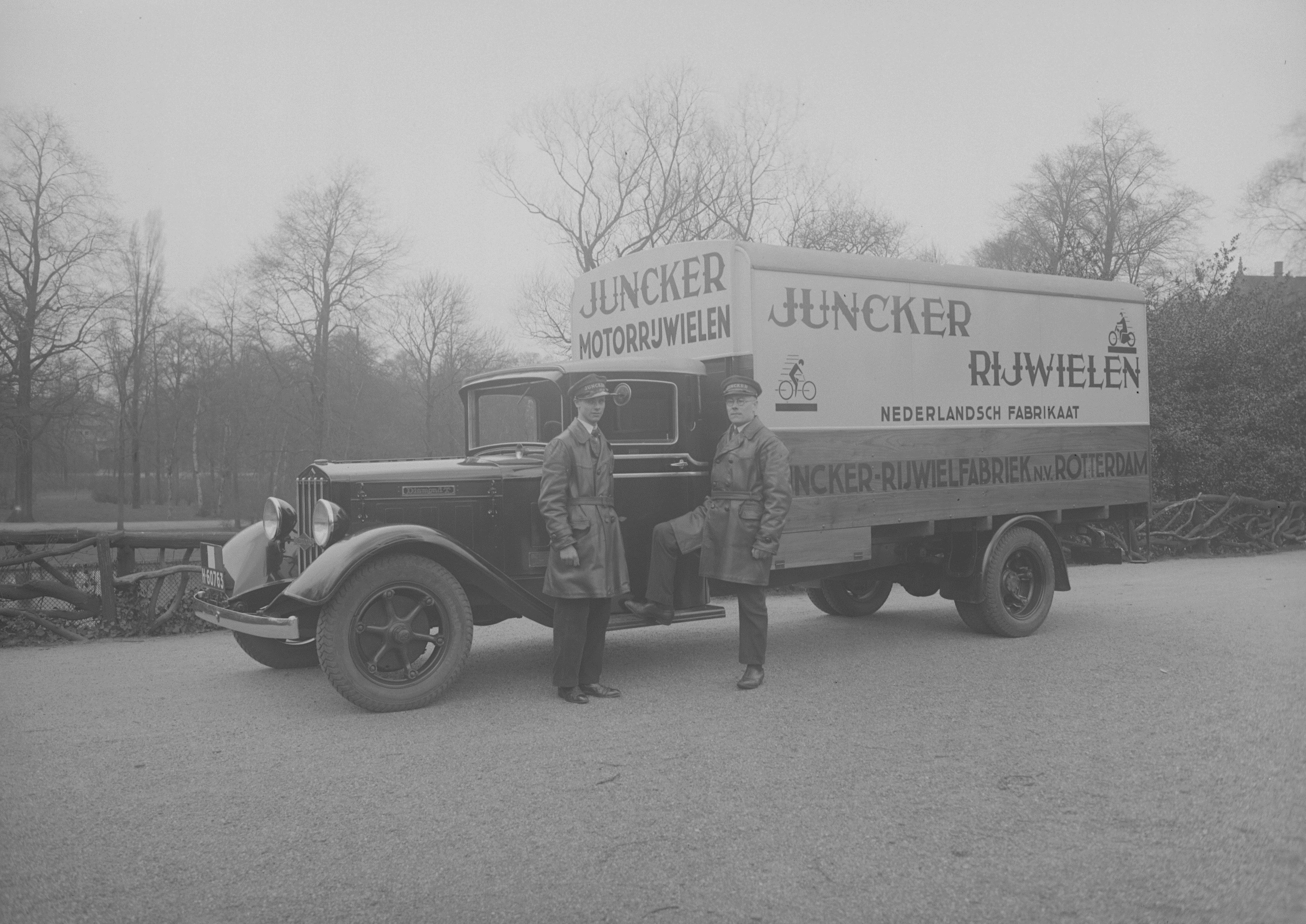
Fietsvervoer van Juncker JCR Rijwielen
(anno 1930)

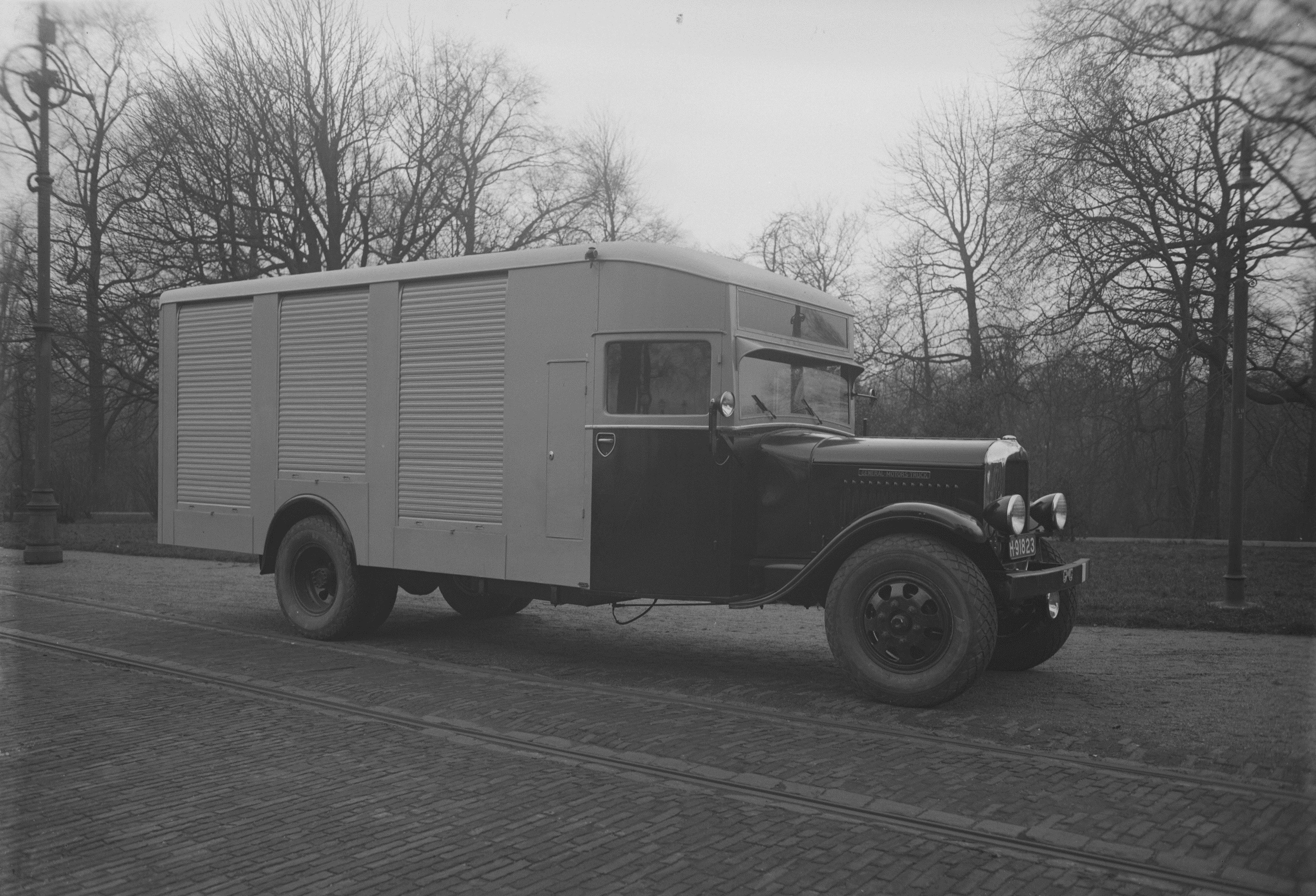
Fietsvervoer van Juncker JCR Rijwielen
(anno 1930)

Juncker JCR is een historisch merk van fietsen, bromfietsen en lichte motorfietsen. 
De N.V. Handels- en Industriemaatschappij Juncker & Co ook bekend als J.C.R. rijwielen werd in 1898 in Den Haag opgericht door Johan Christiaan Juncker (1869-1915). Deze Nederlandse fabrikant en importeur bouwde naast fietsen ook bromfietsen en lichte motoren met Victoria-, Villiers- en ILO-motoren van 50 tot 147 cc.
Jüncker & Co had vestigingen in o.a. Arnhem, Apeldoorn, Den Haag, Amersfoort en Arnhem.

## Juncker & Co in Den Haag
Daniel Marinus Henri Juncker (1873-1934), een broer van de in 1898 opgerichte J.C.R. rijwielen was koopman in rijwielen en vennoot van Jüncker & Co in Den Haag.

## W.J. Juncker & Co Rotterdam
Een jongere broer van de familie, Adolf Adriaan Juncker (1875-1948) vestigde zich omstreeks 1900 in Rotterdam als rijwielbandenfabrikant aan de Leuvehaven WZ 155. Samen met zijn broers Wilem Jacob Juncker (1876-1941) en Johann Michael Juncker (1878-1950) gaan ze samenwerken onder de handelsnaam W.J. Juncker & Co als fabrikant van J.R.S. en importeur van fietsonderdelen. In 1915 was het magazijn gevestigd aan de Schiedamsedijk 174, omstreeks 1913 werd deze vestiging bij de Baan geopend. Het magazijn aan de Baan lag binnen de brandgrens in Rotterdam en is in mei 1940 tijdens het Bombardement op Rotterdam en daarop volgende branden geheel verwoest.

## W.J. Juncker & Co Arnhem
Wilem Jacob Juncker (1876-1941) en Johann Michael Juncker (1878-1950), 2 andere broers vestigen zich in 1912 aan de Korenmarkt in Arnhem als firma W.J. Juncker & Co.. Dit bedrijf vestigde zich later aan de Arnhemse Pauwstraat en in 1956 verhuisd het wederom naar de Korenmarkt in Arnhem.
In 1929 wordt de import van de rijwielonderdelen & accessoires overgedaan aan W.J. Juncker & Co in Arnhem. De fietsenfabriek Juncker opende in 1935 in Apeldoorn op het bedrijventerrein Driehuizen een nieuwe fabriek naast de sedert 1932 aldaar gevestigde rijwielenfabriek van Sparta.
In de jaren 1930 werd bij het Philips Natuurkundig Laboratorium een elektrische fiets ontwikkeld. Deze werd onder andere geproduceerd door R.S. Stokvis, Jüncker, Simplex (Nederland) en Burgers-ENR.  Op de RAI-tentoonstelling in januari 1933 was de elektrische fiets niet te ontdekken. Door deskundigen werd hij als mislukking beschouwd.
De firma W.J. Juncker & Co Arnhem komt in 1941 na het overlijden van oprichter Willem Jacob Juncker (1876-1941) in handen van diens stiefzoon.
In 1952 fuseerden de rijwielfabrikanten Locomotief uit Amsterdam met Simplex uit Utrecht. Locomotief produceerde al vanaf 1929 fietsen en vanaf 1955 bromfietsen met Sachs- en Pluvier-motorblokken. In 1955 werd de eenmiljoenste Simplex fiets afgeleverd, maar daarna ging het bedrijf bergafwaarts. De productie van bromfietsen werd tussen 1961 en 1965 beëindigd.
In 1965 werd de productie uitbesteed aan Juncker in Apeldoorn, waarbij in Amsterdam alleen een verkoopkantoor overbleef. Twee jaar later volgde een fusie van Simplex, Locomotief en Juncker tot de Verenigde Nederlandse Rijwielfabrieken (VAR). In 1968 wordt de VAR overgenomen door de N.V. Gazelle Rijwielfabriek v/h Arentsen en Kölling, die de fabriek in Apeldoorn sloot.
De merknaam Simplex werd verkocht aan een Duits groothandelsbedrijf. De merknaam Juncker gaat over in handen van de Accell Group, het moederbedrijf van het huidige Juncker Bike Parts.